# Trochocarpa cunninghamii
Trochocarpa cunninghamii är en ljungväxtart som först beskrevs av Dc., och fick sitt nu gällande namn av Winifred Mary Curtis. Trochocarpa cunninghamii ingår i släktet Trochocarpa och familjen ljungväxter. Inga underarter finns listade i Catalogue of Life.